# Ardmore (Pennsylvania)
Ardmore település az Amerikai Egyesült Államok Pennsylvania államában, Montgomery megyében. Lakosainak száma 13 566 fő (2020. április 1.).

## Népesség
A település népességének változása:

| 2010 | 12 455 |
| 2020 | 13 566 |